# Fonction ET
Pour les articles homonymes, voir ET et AND.
La fonction ET (en anglais : AND) est un opérateur logique de l'algèbre de Boole. À deux opérandes, qui peuvent avoir chacun la valeur VRAI ou FAUX, il associe un résultat de sortie qui a lui-même la valeur VRAI seulement si les deux opérandes ont la valeur VRAI.
| Opérande 1 | Opérande 2 | Résultat |
| ---------- | ---------- | -------- |
| a          | b          | a ET b   |
| 0          | 0          | 0        |
| 0          | 1          | 0        |
| 1          | 0          | 0        |
| 1          | 1          | 1        |
| VRAI       | FAUX       | FAUX     |

## Équation
{\displaystyle L=a\cdot b}
Il fonctionne comme un produit arithmétique : {\displaystyle a\cdot b=ab}.

## Illustration

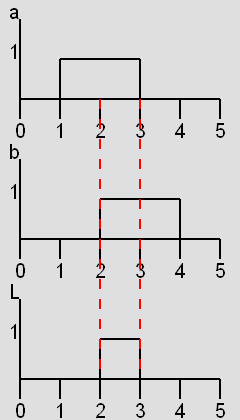
Chronogramme de la fonction ET

Une lampe s'allume si l'on appuie sur « a » ET « b » et seulement dans ce cas là. La fonction « ET » est caractérisée par des interrupteurs NO (normalement ouvert) montés en série.

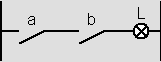
Illustration de principe de la fonction ET

## Conjonction
P ∧ Q

## Exemple d'utilisation -circuit intégré 7408
Le circuit intégré 7408 intègre quatre portes logiques du type ET.
Il est à noter que les circuits intégrés ne produisent pas une sortie correspondant au résultat logique de façon instantanée. Ce temps de propagation au travers d'un circuit peut être mis à profit. Ainsi, si une des deux entrées est inversée par une porte NON, techniquement, les deux entrées de la porte ET devenant opposées produiront constamment une valeur fausse. Mais si le signal d'entrée passe de faux (bas) à vrai (haut), comme la porte NON prendra quelques nanosecondes pour inverser sa sortie actuelle du niveau vrai (haut) à un niveau faux (bas), pendant un court laps de temps, les deux entrées seront à vrai et la sortie de la porte ET sera brièvement à un niveau vrai (haut). Cet arrangement, dynamiquement, produit un détecteur de passage du signal (horloge ou autre) d'un niveau bas à un niveau haut. Pratiquement, trois portes NON peuvent être requises pour que le « retard » du signal, alors de trois fois le temps de propagation, soit suffisamment long pour que la porte ET puisse le reconnaître et ainsi passer très brièvement à un état haut. Un détecteur du passage d'un niveau haut à un niveau bas est également réalisable simplement en niant le signal original avant de le présenter à l'arrangement qu'on vient de présenter.
Si on relie la sortie d'une porte ET à une de ses entrées, admettant que cette porte est initialisée avec son entrée libre ainsi que sa sortie tous deux à un niveau haut, cette porte se verrouille à un niveau bas dès que son entrée libre passe à un niveau bas, et ce, même si cette entrée libre repasse à un niveau haut par la suite. Ce genre d'arrangement permet donc d'être une mémoire d'incident historique, par exemple, ce que la logique combinatoire ne permet pas de considérer, n'impliquant pas « le temps » dans son domaine d'analyse. Il existe néanmoins une logique temporelle, de nature assez différente à ce qui est ici évoqué.